# 安克羅核廢料貯存庫

安克羅核廢料貯存庫的研究通道略圖

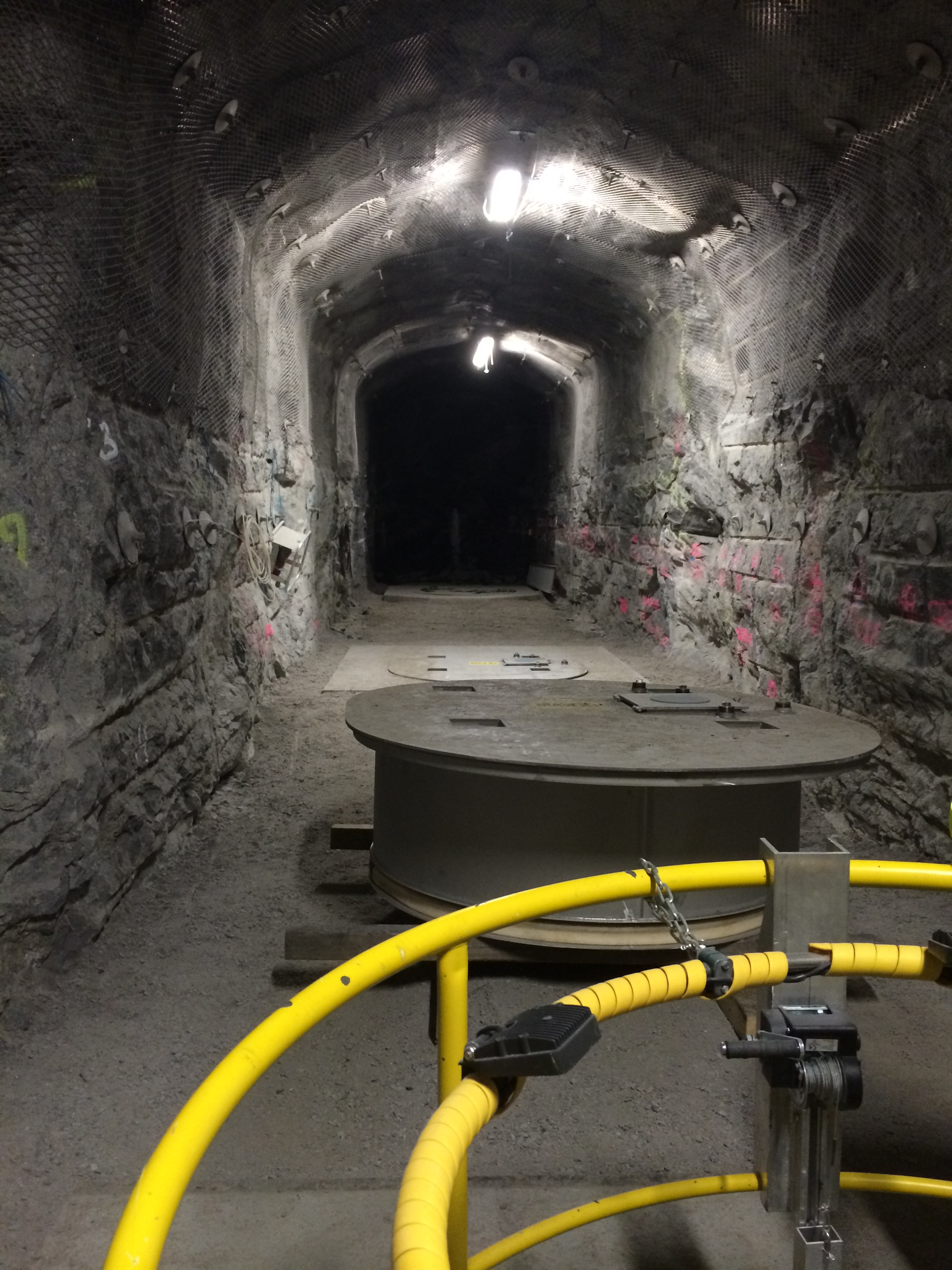
地底420公尺處的試驗洞穴

61°14′06″N 21°28′56″E / 61.23513°N 21.4821°E
安克羅核廢料貯存庫（英語：Onkalo spent nuclear fuel repository），是位於芬蘭的深地質處置場，位於芬蘭西海岸埃烏拉約基市鎮的奧爾基洛托核電站附近約地底420公尺深處，由芬蘭廠商Posiva以瑞典的KBS-3高放射線廢棄物處理技術建造，預計於2023年啟用。

## 歷史
芬蘭自1983年起在全國境內尋找適合放置長期高放射性核廢料的地質，在1993年到2000年間共有四處候選場所，考慮的角度包括地質結構、環境保護與當地居民意願，最後在1999年決定放置於離奧爾基洛托核電站五公里處的花崗岩岩床作為貯存庫地址，2004年開始建造核廢料貯存庫，2015年芬蘭政府發給建造公司許可執照，在2019年時建造廠商Posiva預計於2023年可以開始營運核廢料貯存庫。
安克羅核廢料貯存庫的建造過程分為四個階段，第一階段在2004年到2009年間開挖到地底420公尺深處，第二階段2009年到2011年間繼續開挖到地底520公尺深處，此時依據地底的岩床結構決定貯存庫的地底設施格局，2012年Posiva向政府申請建造核廢料貯存庫，2015年取得建造執照。第三階段2015年到2017年間建造核廢料貯存庫。最後開始貯存核廢料的第四階段預計在2023年開始營運。